# رتن‌مان
رتن‌مان (به آلمانی: Rottenmann) یک منطقهٔ مسکونی در اتریش است که در ناحیه لیتسن واقع شده‌است. رتن‌مان ۲۰۵٫۳۳ کیلومتر مربع مساحت دارد ۶۸۱ متر بالاتر از سطح دریا واقع شده‌است.